# Regeringen H.C. Hansen I
Regeringen H.C. Hansen I var Danmarks regering 1. februar 1955 – 28. maj 1957.
Ændringer: 30. august 1955, 25. maj 1956

Den bestod af følgende ministre fra Socialdemokratiet:
- Statsminister og udenrigsminister: H.C. Hansen
- Finansminister: Viggo Kampmann
- Indenrigs- og boligminister, fra 30. august 1955 boligminister og minister for Grønland: Johannes Kjærbøl
- Indenrigsminister: Carl Petersen fra 30. august 1955
- Socialminister: Johan Strøm
- Fiskeriminister: Christian Christiansen
- Forsvarsminister: Rasmus Hansen til 25. maj 1956, derefter Poul Hansen
- Landbrugsminister: Jens Smørum
- Økonomi- og arbejdsminister: J.O. Krag
- Undervisningsminister: Julius Bomholt
- Kirkeminister: Bodil Koch
- Minister for handel, industri og søfart: Lis Groes
- Justitsminister: Hans Hækkerup
- Minister for offentlige arbejder: Carl Petersen til 30. august 1955, derefter Kai Lindberg
- Minister uden portefølje: Ernst Christiansen fra 30. august 1955